# Saint-Maurice-sur-Moselle
 Saint-Maurice-sur-Moselle  es una población y comuna francesa, en la región de Lorena, departamento de Vosgos, en el distrito de Épinal y cantón de Le Thillot.

## Demografía
| 1947 | 1878 | 1845 | 1768 | 1615 | 1449 |
| Para los censos de 1962 a 1999 la población legal corresponde a la población sin duplicidades (Fuente: INSEE [Consultar]) |      |      |      |      |      |